# Sand Rock
Sand Rock es un pueblo ubicado en los condados de Cherokee y DeKalb en el estado estadounidense de Alabama. En el año 2000 tenía una población de 509 habitantes y una densidad poblacional de 43,5 personas por km².

## Geografía
Sand Rock se encuentra ubicado en las coordenadas 34°13′57″N 85°46′13″O / 34.23250, -85.77028. Según la Oficina del Censo, la localidad tiene un área total de 11,7 km² (4,5 mi²), de la cual 11,7 km² (4,5 mi²) es tierra y 0 km² (0 mi²) (0.00%) es agua.

## Demografía
Según la Oficina del Censo en 2000 los ingresos medios por hogar en la localidad eran de $35,179, y los ingresos medios por familia eran $44,063. Los hombres tenían unos ingresos medios de $28,523 frente a los $17,375 para las mujeres. La renta per cápita para la localidad era de $18,845. Alrededor del 3,1% de la población estaban por debajo del umbral de pobreza.